# シリア難民
シリア難民（シリアなんみん）では2011年から継続しているシリア内戦から逃れるために発生したシリア人難民について扱う。

## 概要
内戦が始まる前のシリアの人口は約2200万人を数えていたが、長引く内戦を避けるために国民の多くは安全な地域を目指して移動を開始。2015年段階の難民の行き先の内訳は、国内避難民として少なくとも760万人以上、トルコに約180万人、レバノンに約117万人、ヨルダンに約63万人、イラクに約25万人、エジプトに約13万と国民の半分以上が難民化する状態となった。
シリア難民には、経済的に豊かな欧州各国への移動を目指す者もおり、2015年欧州難民危機の一翼を担い欧州各国に混乱をもたらした。2015年以降、EU各国はシリア周辺国への支援を通じて難民移動の封じ込めを行っている。
2020年3月、シリア内戦は10年目を迎えた。シリア人権監視団は、同年3月14日、内戦による死者について民間人11万6000人超を含めて少なくとも38万4000人。1100万人以上が難民や国内避難民となっていることを発表した。

## トルコとシリア難民
シリアの北側に国境を接するトルコは、内戦発生時から有力な難民の脱出先となった。トルコに押し寄せた難民の多くはギリシャへ抜け、さらに欧州各国への移動を目指したが多くの国は受け入れに難色を示した。EU各国は、トルコへの支援と引き換えにトルコに難民が留まる施策を取らせることとした。トルコは2019年までに約360万人を超えるシリア難民を受け入れたが、増え続ける難民に対処が難しい状況に陥った。
難民の増加に比して少ないEUからの支援の少なさ、関心の低下に業を煮やしたトルコは、シリア側の国境線に展開する軍事勢力を排除して緩衝地帯を設け、難民を送還する計画を立案。ISILの実効支配地域が消滅し、軍事的なバランスが崩れたタイミングとなった2019年10月9日、トルコはシリアに向けて軍事侵攻を行った。EU各国は一斉にトルコを非難したが、エルドアン大統領は、軍事行動を批判するのであればドアを開けて難民360万人をあなた方（EU各国）のもとに送るとした警告を行った。
2020年2月、シリア政府軍が国境付近に展開していたトルコ軍を攻撃、トルコ側も反撃を行い一触即発の事態となった。トルコは、難民にギリシア側（を通じて欧州各国）へ移動する便宜を図りながら、EUに軍事介入を求めるプレッシャーをかけた。ギリシア側は実力行使で難民の入国を阻止する姿勢を示した。

## ヨルダンとシリア難民
2012年、砂漠の中にザータリ難民キャンプが設置されると、1年のうちに11万人を超える町が形成された。初期段階はテントであった住居も、またたくまにコンテナに置き換えられ最低限度の居住性は確保された。国連難民高等弁務官事務所が管理にあたるが、1日当たりのキャンプ運営費は約100万ドルに上った。
2016年2月、ロンドンで行われた「シリア危機に関する支援会合」の開催を前に、ヨルダンのアブドゥッラー2世国王はインタビューに応じ、国家予算の約4分の1が難民支援に使われている現状をアピール。難民急増がヨルダンの福祉サービスやインフラ、経済への大きな負担になっているとし、早かれ遅かれ「ダムは決壊する」と国際社会に警告した。この時点で63万5000人の難民がヨルダンで生活しており、さらに内戦前から居住していた100万人が加わる状態にあった。

## レバノンとシリア難民
2015年、レバノンは隣国から移動する難民に対してビザ制度を導入して抑制をかける動きを見せた。ただし、レバノンからの移動は国境検問所を通過せずとも可能であり実効性は乏しい。2015年の時点で110万人を超える難民が押し寄せているが、未登録のままレバノンへ流入した者も多く実数の把握は困難なものになっている。政治的、宗教的対立が続くレバノンでは、難民に対して機動的な施策を採ることは困難な中、大量の難民が限られた国内リソースを圧迫。治安の悪化も加わりレバノン国民の不満も高まった。
2017年にUNHCRが行った調査では、過去3箇月に何らかの形で支援を受けたと答えたシリア難民は3分の2を超え改善の兆しは見えるようになった。しかし、難民の生活は厳しく一人当たり1日2.87米ドル以下で暮らす家庭は58 %と半数以上であり、増加傾向を示している。対応するレバノン政府の財政危機は深刻であり、難民の支援までには手が回らない状況になっている。2020年3月7日、レバノン政府は外貨建て国債の支払い延期を決めてデフォルト状態に陥り、難民への支援は厳しい状況に置かれている。

## 日本とシリア難民
2018年6月までに81人のシリア人が日本政府に難民申請を行っている。これに対して日本側は、難民の地位に関する条約の「人種、宗教、国籍もしくは特定の社会的集団の構成員であることまたは政治的意見を理由に迫害を受けるおそれがある」との定義の部分を厳格に審査し、迫害の証拠がないとして多くの申請を却下。認定された者は15人に留まっている。ただし多くの者には人道配慮から在留特別許可が出ており、日本での生活が認められている。